# Dècim Drus
Dècim Drus, fou un magistrat romà, cònsol en data desconeguda probablement cònsol sufecte el 137 aC. És l'única menció d'aquestos cònsols i s'han llençat diverses teories entre elles que es tracti del consolat de Drus Major el 9 aC (conjuntament amb Crisp); la teoria més plausible és que fou cònsol sufecte el 137 aC amb Lèpid Porcina després de la renúncia forçada d'Hostili Marcí.
Un text d'Ulpià diu: 
| « | Ex quaestoribus quidam solebant provincias sortiri ex Senatus-consulto, quod factum est Decimo Druso et Porcina Consulibus | » |